# Jukka Hentunen
Jukka Mika Petteri Hentunen (* 3. Mai 1974 in Joroinen) ist ein finnischer Eishockeyspieler, der zuletzt bei KalPa Kuopio in der SM-liiga unter Vertrag stand.

## Karriere
Jukka Hentunen begann seine Karriere als Eishockeyspieler in der Nachwuchsabteilung von WarKis Varkaus, für dessen erste Mannschaft er von 1993 bis 1995 in der dritten finnischen Spielklasse, der Suomi-sarja, aktiv war. Anschließend verbrachte er drei Jahre lang in der zweitklassigen I-divisioona, in der er für Diskos Jyväskylä und Hermes Kokkola auflief. Von 1998 bis 2000 spielte der Flügelspieler für HPK Hämeenlinna in der höchsten finnischen Spielklasse, der SM-liiga. Zur Saison 2000/01 schloss er sich dessen Ligarivalen Jokerit Helsinki an. Die Saison 2001/02 begann er bei den Calgary Flames in der National Hockey League, nachdem diese ihn bereits im NHL Entry Draft 2000 in der sechsten Runde als insgesamt 176. Spieler ausgewählt hatten. Für Calgary erzielte er in 28 Spielen zwei Tore und drei Vorlagen. Im weiteren Saisonverlauf spielte er zudem für deren Farmteam Saint John Flames in der American Hockey League sowie Calgarys NHL-Ligarivalen Nashville Predators.
Zur Saison 2002/03 kehrte Hentunen zu Jokerit Helsinki in die SM-liiga zurück. Mit der Mannschaft gewann er im gleichen Jahr auf europäischer Ebene den IIHF Continental Cup. Anschließend spielte er je zwei Jahre lang in der Schweizer National League A für Fribourg-Gottéron und den HC Lugano. Mit Lugano wurde er in der Saison 2005/06 Schweizer Meister. Nachdem er auch die Saison 2007/08 zunächst bei Lugano in der NLA begonnen hatte, wechselte er zu Ak Bars Kasan in die russische Superliga. International konnte er mit der Mannschaft ebenfalls den IIHF Continental Cup gewinnen. In der Saison 2008/09 nahm der Finne mit Kasan am Spielbetrieb der neu gegründeten Kontinentalen Hockey-Liga teil und gewann mit seiner Mannschaft auf Anhieb den Gagarin Cup.
Von 2009 bis 2011 spielte Hentunen ein weiteres Mal für Jokerit Helsinki in der SM-liiga. Zur Saison 2011/12 wechselte er innerhalb der Liga zu KalPa Kuopio.

### International
Für Finnland nahm Hentunen an den Weltmeisterschaften 2000, 2001, 2004, 2005, 2006 und 2007 sowie an den Olympischen Winterspielen 2006 in Turin teil. Zudem stand er 2004 im Aufgebot seines Landes beim World Cup of Hockey sowie in den Jahren 2003, 2004, 2005, 2006, 2007, 2008, 2009 und 2010 bei der Euro Hockey Tour. Bei Weltmeisterschaften gewann Hentunen mit seiner Mannschaft zwei Silber- und zwei Bronzemedaillen. Zudem erreichte er mit Finnland beim World Cup of Hockey 2004 und den Olympischen Winterspielen 2006 den zweiten Platz.

## Erfolge und Auszeichnungen
- 2003 IIHF-Continental-Cup-Gewinn mit Jokerit Helsinki
- 2006 Schweizer Meister mit dem HC Lugano
- 2008 IIHF-Continental-Cup-Gewinn mit Ak Bars Kasan
- 2009 Gagarin-Cup-Gewinn mit Ak Bars Kasan
- 2010 Aarne-Honkavaara-Trophäe
- 2016 Aufnahme in die Finnische Eishockey-Ruhmeshalle

### International
| - 2000 Bronzemedaille bei der Weltmeisterschaft - 2001 Silbermedaille bei der Weltmeisterschaft - 2004 2. Platz beim World Cup of Hockey | - 2006 Silbermedaille bei den Olympischen Winterspielen - 2006 Bronzemedaille bei der Weltmeisterschaft - 2007 Silbermedaille bei der Weltmeisterschaft |

## Statistik
(Stand: Ende der Saison 2010/11)